# Halowe Mistrzostwa Europy w Lekkoatletyce 1970 – bieg na 3000 m mężczyzn
Bieg na 3000 metrów mężczyzn – jedna z konkurencji biegowych rozgrywanych podczas halowych lekkoatletycznych mistrzostw Europy w hali Stadthalle w Wiedniu. Eliminacje zostały rozegrane 14 marca, a bieg finałowy 15 marca 1970. Zwyciężył reprezentant Wielkiej Brytanii Ricky Wilde, który ustanowił halowy rekord świata czasem 7:46,85. Tytułu z poprzednich igrzysk nie bronił Ian Stewart z Wielkiej Brytanii.

## Rezultaty

### Eliminacje
Rozegrano 2 biegi eliminacyjne, do których przystąpiło 13 biegaczy. Awans do finału dawało zajęcie jednego z czterech pierwszych miejsc w swoim biegu (Q).
Opracowano na podstawie materiału źródłowego.
Bieg 1
| Miejsce | Zawodnik        | Czas   | Uwagi |
| ------- | --------------- | ------ | ----- |
| 1       | Ricky Wilde     | 8:01,4 | Q     |
| 2       | Harald Norpoth  | 8:02,0 | Q     |
| 3       | Emiel Puttemans | 8:02,3 | Q     |
| 4       | Jørn Lauenborg  | 8:03,1 | Q     |
| 5       | Pavel Pěnkava   | 8:04,6 |       |
| 6       | Seppo Tuominen  | 8:09,6 |       |

Bieg 2
| Miejsce | Zawodnik               | Czas   | Uwagi |
| ------- | ---------------------- | ------ | ----- |
| 1       | Nikołaj Swiridow       | 8:11,8 | Q     |
| 2       | Werner Girke           | 8:13,0 | Q     |
| 3       | Kazimierz Maranda      | 8:13,6 | Q     |
| 4       | Javier Álvarez         | 8:13,8 | Q     |
| 5       | Umberto Risi           | 8:17,0 |       |
| 6       | Terje Schrøder-Nielsen | 8:18,0 |       |
| 7       | Richard Fink           | 8:26,6 |       |

### Finał
Opracowano na podstawie materiału źródłowego.
| Miejsce | Zawodnik          | Czas    | Uwagi |
| ------- | ----------------- | ------- | ----- |
| 1       | Ricky Wilde       | 7:46,85 | WR    |
| 2       | Harald Norpoth    | 7:49,50 |       |
| 3       | Javier Álvarez    | 7:52,45 |       |
| 4       | Nikołaj Swiridow  | 7:54,6  |       |
| 5       | Werner Girke      | 7:56,0  |       |
| 6       | Emiel Puttemans   | 7:57,0  |       |
| 7       | Jørn Lauenborg    | 7:58,2  |       |
| 8       | Kazimierz Maranda | 8:07,2  |       |